# Eustrotia astydamia
Eustrotia astydamia là một loài bướm đêm trong họ Noctuidae.